# Schmitternstraße

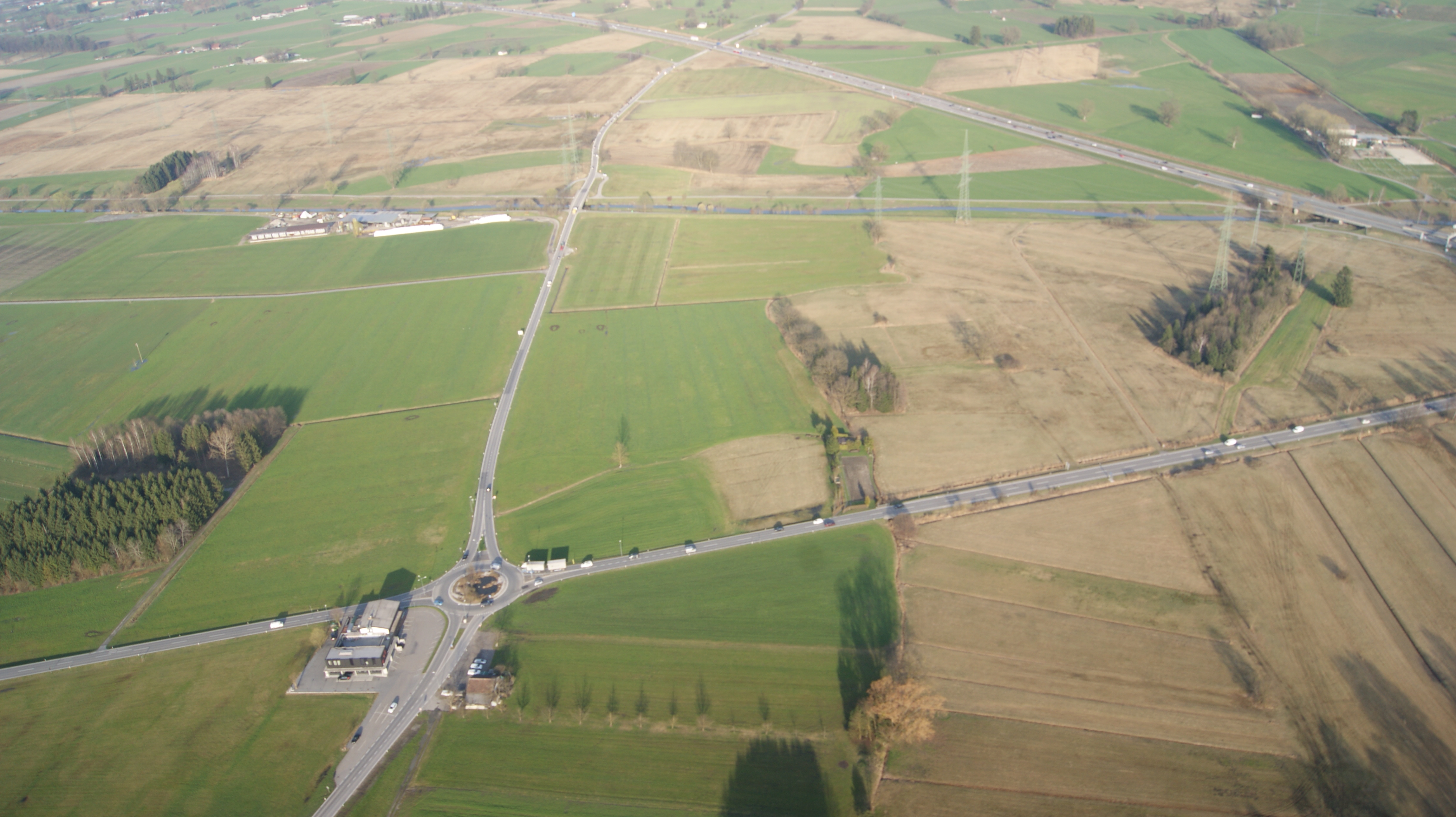
Kreuzung der Schmitternstraße (von oben nach unten) mit der Rheinstraße (von links nach rechts)

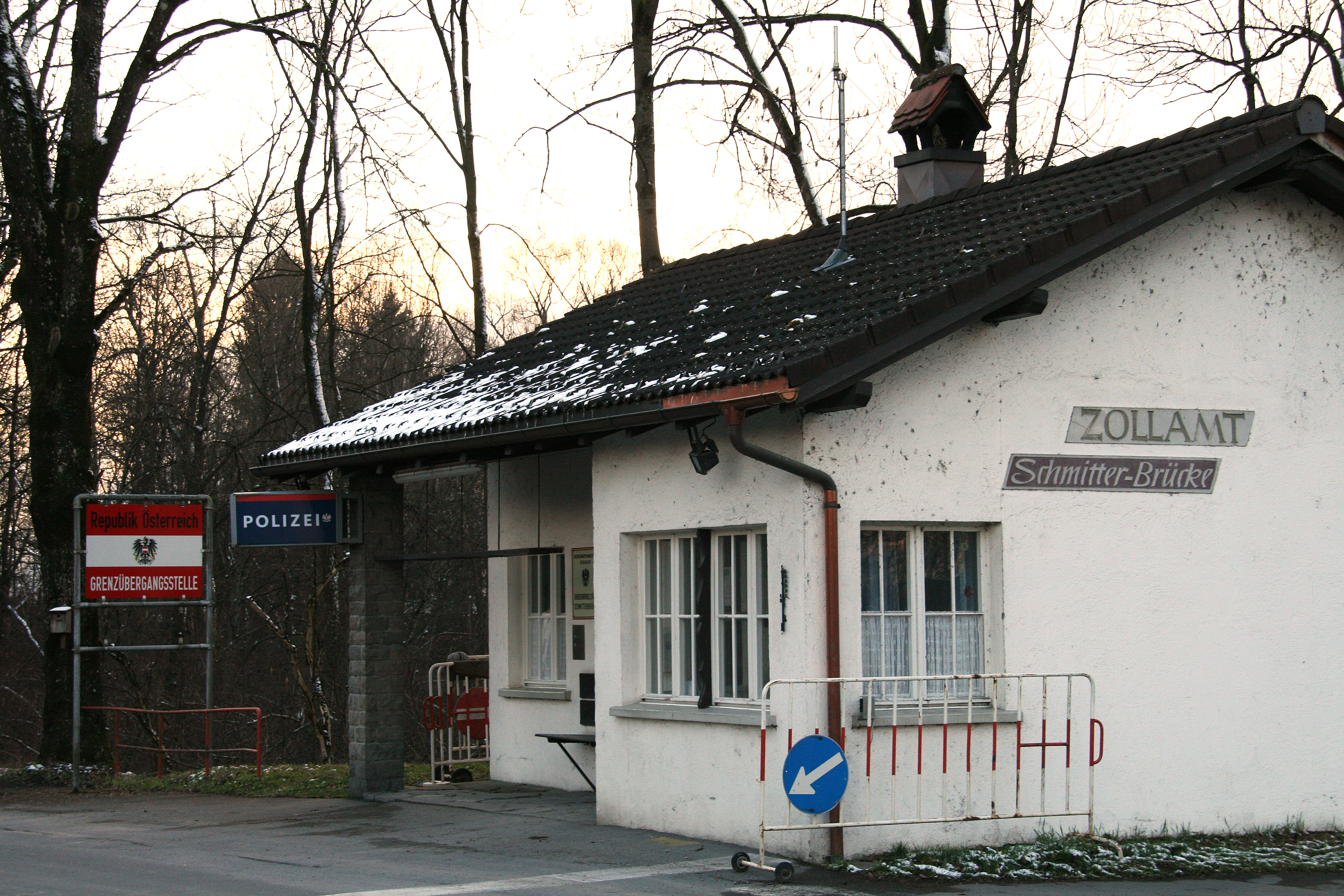
Das Zollamt Schmitterbrücke am westlichen Ende der Schmitternstraße

Die Schmitternstraße (L 45, im Dornbirner Stadtgebiet als Schweizerstraße bezeichnet) ist eine Landesstraße im österreichischen Bundesland Vorarlberg. Sie verbindet auf einer Länge von etwa fünf Kilometern die Vorarlberger Straße in der Stadt Dornbirn über das Gemeindegebiet der Marktgemeinde Lustenau mit der schweizerischen Gemeinde Diepoldsau.
Mit Wirkung vom 1. April 1941 wurde die Schmitternstraße Landstraße II. Ordnung Nr. 144. Im Jahr 1972 wurde die Straße dann auf Grundlage des Straßengesetzes 1969 zur Landesstraße Nr. 45. Heute ist die Stellung der Straße in der Verordnung der Landesregierung über die Erklärung von Straßen als Landesstraßen (Landesstraßenverordnung) festgeschrieben.

## Straßenführung
Im Dornbirner Stadtbezirk Hatlerdorf zweigt die Schmitternstraße, die im örtlichen Straßennetz als Schweizerstraße bezeichnet wird, westlich von der Vorarlberger Straße (L 190) ab und führt anschließend etwa einen Kilometer lang durch besiedeltes Ortsgebiet. Dabei unterquert die Straße nach etwa 800 Metern die Gleise der Bahnstrecke Lindau–Bludenz auf Höhe der Haltestelle Hatlerdorf. Etwa 200 Meter danach endet das Siedlungsgebiet Dornbirns und die Straße erreicht einen 3,6 Kilometer langen Abschnitt, der sie durch das Ried, eine große Grünfläche im Rheintal, führt. 
Hier trifft die Straße bei Straßenkilometer 2,7 auf die Lastenstraße L 39, die sie entlang der Autobahntrasse mit dem Gelände der Dornbirner Messe verbindet und auf den Autobahnanschluss Dornbirn-Süd der Rheintal/Walgau Autobahn (A 14). Die Schmitternstraße unterquert im Bereich des Autobahnanschlusses auch die Autobahn, erreicht direkt nach der Unterquerung das Gemeindegebiet Lustenaus und überquert anschließend den Vorarlberger Rheintalbinnenkanal.
Im weiteren Verlauf kreuzt die Schmitternstraße im Zuge eines Kreisverkehrs die Rheinstraße (L 203) und führt anschließend in einer leichten Kurve auf den Alten Rhein zu. Beim Zollamt Schmitterbrücke endet das österreichische Straßennetz und damit auch die L 45. Es folgt die Querung der Grenze zwischen Österreich und der Schweiz, wobei die Straßenführung auf schweizerischer Seite in die Rheinstrasse der Ortsgemeinde Schmitter (politische Gemeinde Diepoldsau) übergeht. Der Grenzübergang Schmitterbrücke in Lustenau ist ein in der Regel wenig frequentierter und nicht für den Schwerverkehr zugelassener Übergang.

## Veränderungen im Zuge der Errichtung des Autobahnanschlusses
Im Juli 2023 wurde nach der Errichtung des neuen Autobahnanschlusses Dornbirn-Süd (Rheintal/Walgau Autobahn A 14) ein Grundstückstausch zwischen der Stadt Dornbirn und dem Land Vorarlberg vereinbart: Die innere Schweizerstraße von der Abzweigung von der L 190 bis zu deren Eintritt in die neue Straßenführung der L 45 wurde ins städtische Eigentum übernommen und zur Gemeindestraße erklärt, der neu errichtete Straßenast, der weiter südlich als bisher im Bereich Wallenmahd von der L 190 abzweigt und unter der innerörtlichen Bezeichnung Bleichestraße nordwestlich geführt wird, wurde im Gegenzug Landeseigentum und neuer Teil der L 45.